# Morizécourt
Morizécourt är en kommun i departementet Vosges i regionen Grand Est (tidigare regionen Lorraine) i nordöstra Frankrike. Kommunen ligger i kantonen Lamarche som tillhör arrondissementet Neufchâteau. År 2022 hade Morizécourt 94 invånare.

## Befolkningsutveckling
Antalet invånare i kommunen Morizécourt
| Referens: INSEE |